# Аджаяпала
Аджаяпала (гудж. અજયપાળ; д/н — 1175) — 9-й магараджахіраджа держави Гуджара в 1172—1175 роках.

## Життєпис
Походив з династії Соланка (Чаулук'я). Син магараджахіраджи Кумарапали, за іншою версією — небіж останньог й син Магіпали (в тім це ставиться під великий сумнів). Посів трон 1172 року, можливо отруївши батька. 
Його відносини з Сомешварою Чауханом, магараджею Сакамбхарі, є предметом дискусії. За гуджаратською версією він переміг Сомешвару, внаслідок чого тот вимушен був надати данину. За раджпутанською версією останній лише надіслав Аджаянапалі подарунки на честь сходження того на трон. Проте можливо, що правитель Сакамбхарі підтвердив певну залежність своєї держави від Соланка, що склалася за часів Кумарапали.
В подальшому після напруженої боротьби Аджаяпала змусив підкоритися свого васала Самантасімху Гухілота, раджу Медапати, який знову вимушен був сплачувати данину і надавати допоміжні війська.
Аджаяпала протегував ведизму, на відміну від свого попередника. Пізніші джайнські літописці звинувачують Аджаяпалу в переслідуванні джайнів. Це твердження не здається історично правильним: ці джайнські автори, ймовірно, малювали Аджаяпалу в негативному світлі, оскільки він не підтримував джайнізм настільки, як Кумарапала. Навпаки Манік'ячандра у «Паршванатха-Чаріта» стверджує, що джайнський учений Вардхамана був перлиною дворів Кумарапала та Аджаяпали. Тобто талановиті сановники-джайністи, що обіймали посади за кумарапали зберегли їх в панування Аджаяпали.
Помер (за іншими відомомстями загинув внаслідок замаху) між 25 березня та 7 квітня 1175 року. Йому спадкував син Мулараджа II